# Colônia de Plymouth
```
   |-
       |
Erro:
:  
valor não especificado para "
nome_comum
"
```

A Colônia de Plymouth, foi um empreendimento colonial inglês na América, de 1620 a 1691, em um local que havia sido previamente pesquisado e batizado pelo capitão John Smith. O assentamento serviu como a capital da colônia e se desenvolveu como a cidade de Plymouth, Massachusetts. Em seu auge, a Colônia de Plymouth ocupava a maior parte do Sudeste de Massachusetts.
Ela foi a segunda colônia inglesa de sucesso na América Britânica, depois de Jamestown, na Virgínia, e foi o primeiro assentamento inglês permanente na região da Nova Inglaterra. A colônia estabeleceu um tratado com o Chefe Massasoit dos Wampanoag, que ajudou a garantir seu sucesso; nisso, eles foram ajudados por Squanto, um membro da tribo Patuxet. Plymouth desempenhou um papel central na Guerra do Rei Filipe (1675-1678), uma das várias Guerras Indígenas, mas a colônia acabou sendo fundida com a Colônia da Baía de Massachusetts e outros territórios em 1691 para formar a Província da Baía de Massachusetts.
Apesar da existência relativamente curta da colônia, Plymouth tem um papel especial na história americana. A maioria dos cidadãos de Plymouth estava fugindo da perseguição religiosa e procurando um lugar para praticar sua religião como quisessem, em vez de ser empreendedores como muitos dos colonos de Jamestown, na Virgínia. Os sistemas sociais e legais da colônia ficaram estreitamente ligados às suas crenças religiosas, bem como aos costumes ingleses. Muitas das pessoas e eventos que cercam a Colônia de Plymouth se tornaram parte do folclore americano, incluindo a tradição americana de Ação de Graças e o monumento de "Plymouth Rock".

## Antecedentes

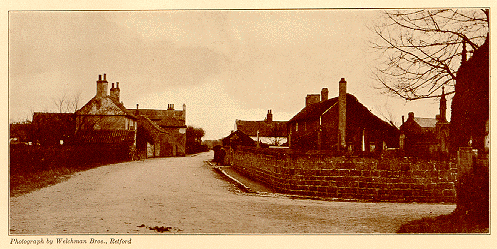
Foto de 1911 da vila inglesa de "Scrooby"

A Colônia de Plymouth foi fundada por um grupo de separatistas puritanos inicialmente conhecidos como Brownistas, que passaram a ser conhecidos como Peregrinos. O grupo principal (aproximadamente 40% dos adultos e 56% dos agrupamentos familiares) fazia parte de uma congregação liderada por William Bradford. Eles começaram a sentir as pressões da perseguição religiosa enquanto ainda estavam na vila inglesa de Scrooby, perto de East Retford, Nottinghamshire. [carece de fontes?]
Em 1607, o arcebispo Tobias Matthew invadiu casas e prendeu vários membros da congregação. A congregação deixou a Inglaterra em 1609 e emigrou para a Holanda, estabelecendo-se primeiro em Amesterdã e depois em Leida.
Em Leiden, a congregação ganhou a liberdade de adorar como quisesse, mas a sociedade holandesa não lhes era familiar. Scrooby era uma comunidade agrícola, enquanto Leiden era um próspero centro industrial, e eles achavam o ritmo da vida difícil. A comunidade permaneceu unida, mas seus filhos começaram a adotar a língua e os costumes holandeses, e alguns também entraram no exército holandês. Eles também não estavam livres das perseguições da coroa inglesa. As autoridades inglesas foram a Leiden para prender William Brewster em 1618, depois que ele publicou comentários altamente críticos sobre o rei da Inglaterra e a Igreja Anglicana. Brewster escapou da prisão, mas os eventos estimularam a congregação a se afastar da Inglaterra.
A congregação obteve uma patente de terra da Companhia Plymouth em junho de 1619. Eles haviam recusado a oportunidade de se estabelecer ao Sul de Cape Cod, na Nova Holanda, por causa de seu desejo de evitar a influência holandesa. Essa patente de terra permitiu que se instalassem na foz do rio Hudson. Eles procuraram financiar seu empreendimento através dos "Merchant Adventurers", um grupo de empresários que principalmente viam a colônia como um meio de obter lucro. Ao chegar na América, os peregrinos começaram a trabalhar para pagar suas dívidas.
Usando o financiamento garantido pelos Mercadores Aventureiros, os colonos compraram provisões e obtiveram passagem no Mayflower e no Speedwell. Eles pretendiam sair no início de 1620, mas atrasaram-se vários meses devido a dificuldades em lidar com os Aventureiros Mercadores, incluindo várias mudanças nos planos da viagem e no financiamento. A congregação e os outros colonos finalmente embarcaram no Speedwell em julho de 1620 no porto holandês de Delfshaven.

## Histórico

### Viagem do Mayflower

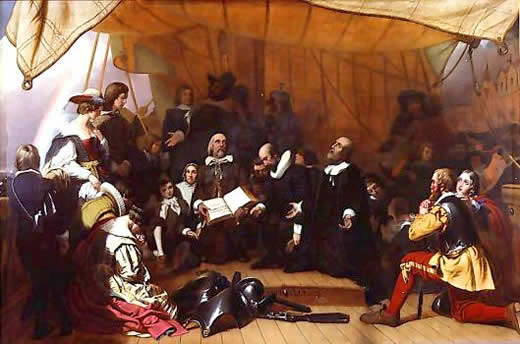
Visão artística do embarque dos Peregrinos em Delfthaven na Holanda

O Speedwell foi reequipado com mastros maiores antes de deixar a Holanda e partir para encontrar o Mayflower em Southampton, Inglaterra, por volta do final de julho de 1620. O Mayflower foi comprado em Londres. Os capitães originais eram o capitão Reynolds para o Speedwell e o capitão Christopher Jones para o Mayflower. Outros passageiros se juntaram ao grupo em Southampton, incluindo William Brewster, que estava escondido há quase um ano, e um grupo de pessoas conhecidas pela congregação em Leiden como "Os Estranhos". Esse grupo era formado principalmente por pessoas recrutadas pelos "Merchant Adventurers" para fornecer assistência prática à colônia e mãos adicionais para trabalhar nos empreendimentos da colônia. O termo também foi usado por muitos dos servos por contrato.
Entre "os estranhos" estavam Myles Standish, que era o líder militar da colônia; Christopher Martin, que havia sido designado pelos "Merchant Adventurers" para atuar como governador a bordo durante a viagem transatlântica; e Stephen Hopkins, um veterano de um empreendimento colonial fracassado que pode ter inspirado "The Tempest" de Shakespeare. O grupo que mais tarde, se tornou em "Leiden Leaders" após a fusão de navios incluía John Carver, William Bradford, Edward Winslow, William Brewster e Isaac Allerton.
A partida do Mayflower e do Speedwell para a América foi marcada por atrasos. Outras divergências com os "Merchant Adventurers" atrasaram a partida em Southampton. Um total de 120 passageiros finalmente partiu em 5 de agosto - 90 no Mayflower e 30 no Speedwell. Saindo de Southampton, o Speedwell sofreu um vazamento significativo, o que exigiu que os navios retornassem imediatamente a Dartmouth. O vazamento foi parcialmente causado por excesso de mastros e muita pressão nas velas. Os reparos foram concluídos e ocorreu um novo atraso, enquanto aguardavam ventos favoráveis. Os dois navios finalmente partiram em 23 de agosto; eles viajaram apenas duzentas milhas além de Land's End antes de outro grande vazamento no Speedwell forçar a expedição a retornar novamente à Inglaterra, desta vez ao porto de Plymouth. O Speedwell foi considerado sem condições de navegar; alguns passageiros abandonaram sua tentativa de emigrar, enquanto outros se juntaram ao Mayflower, aglomerando o navio já sobrecarregado. Mais tarde, especulou-se que a tripulação do Speedwell sabotou intencionalmente o navio para evitar ter que fazer a traiçoeira viagem transatlântica. Os atrasos tiveram consequências significativas; o custo dos reparos e taxas portuárias exigia que os colonos vendessem algumas de suas provisões inestimáveis. Mais importante, os atrasos significavam que todos teriam que passar o inverno inteiro a bordo do Mayflower ao largo de Cape Cod em condições muito adversas.
O Mayflower partiu de Plymouth, Inglaterra, em 6 de setembro de 1620, com 102 passageiros e cerca de 30 tripulantes no pequeno navio de 106 pés de comprimento. Os mares não foram severos durante o primeiro mês no Atlântico, mas, no segundo mês, o navio estava sendo atingido por fortes vendavais de inverno do Atlântico Norte, causando um abalo grave com vazamentos de água devido a danos estruturais. Havia muitos obstáculos ao longo da viagem, incluindo vários casos de enjoo do mar e dobras e rachaduras de uma viga principal do navio. Uma morte ocorreu, a de William Button.
Depois de dois meses no mar, a terra foi avistada em 9 de novembro de 1620, na costa de Cape Cod. Eles tentaram navegar para o sul até o local de desembarque designado na foz do Hudson, mas tiveram problemas na região de Pollock Rip, uma área rasa de cardumes entre Cape Cod e a ilha de Nantucket. Com o inverno se aproximando e as provisões correndo perigosamente baixas, os passageiros decidiram retornar ao norte de Cape Cod Bay e abandonar seus planos originais de aterrissagem.

### Exploração e assentamentos anteriores

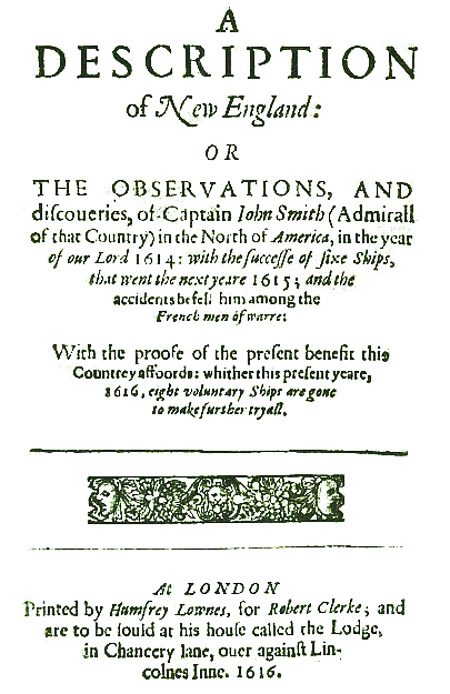
Página de rosto da obra de 1616 do capitão John Smith,, o primeiro texto a usar o nome "New Plymouth" para descrever o local da futura colônia

Os peregrinos não foram os primeiros europeus na área. A descoberta de Giovanni Caboto da Terra Nova, em 1497, lançou as bases para as extensas reivindicações inglesas sobre a costa leste da América. O cartógrafo Giacomo Gastaldi fez um dos primeiros mapas da Nova Inglaterra c. 1540, mas ele erroneamente identificou "Cape Breton" com a baía de Narragansett e omitiu completamente a maior parte da costa da Nova Inglaterra. Os pescadores europeus também vinham atravessando as águas da costa da Nova Inglaterra por grande parte dos séculos XVI e XVII.
O francês Samuel de Champlain havia explorado a área extensivamente em 1605. Ele havia explorado especificamente o porto de Plymouth, que ele chamava de "Port St. Louis", e fez um mapa extenso e detalhado dela e das terras vizinhas. Ele mostrou a vila de índios Patuxet (onde a cidade de Plymouth foi construída mais tarde) como um assentamento próspero. No entanto, uma epidemia exterminou cerca de 90% dos índios ao longo da costa de Massachusetts em 1617-1619, incluindo os Patuxets, antes da chegada do Mayflower. Tradicionalmente, acredita-se que a epidemia tenha sido de varíola, mas uma análise recente concluiu que pode ter sido uma doença menos conhecida chamada leptospirose. A ausência de qualquer oposição indígena séria ao assentamento dos peregrinos pode ter sido um evento crucial para o seu sucesso e a colonização inglesa na América.
A Colônia de Popham, também conhecida como "Fort St. George", foi organizada pela Plymouth Company (não relacionada à Colônia de Plymouth) e fundada em 1607. Foi instalada na costa do Maine e foi assolada por lutas políticas internas, doenças e problemas climáticos. Foi abandonada em 1608.
O capitão John Smith, de Jamestown, havia explorado a área em 1614 e recebeu o crédito de ter batizado a região de "New England". Ele batizou muitos locais usando aproximações de palavras indígenas. Ele deu o nome "Accomack" ao assentamento de Patuxet no qual os peregrinos fundaram Plymouth, mas mudou para New Plymouth depois de consultar o príncipe Charles, filho do Rei James. Um mapa publicado em sua obra de 1616, "A Description of New England", mostra claramente o local como "New Plimouth".
Nas primeiras explorações de Cape Cod pelos colonos do Mayflower, eles encontraram evidências de que os europeus haviam passado um longo tempo lá. Eles descobriram restos de um forte europeu e descobriram uma sepultura que continha os restos de um homem adulto europeu e uma criança indígena.

### Desembarques em Provincetown e Plymouth
No dia 11 de novembro de 1620, o Mayflower ancorou no porto de Provincetown. Os peregrinos não tinham uma patente para colonizar esta área, e alguns passageiros começaram a questionar seu direito à terra, reclamando que não havia permissão legal para estabelecer uma colônia.
Em resposta a isso, um grupo de colonos redigiu e assinou, ainda a bordo do navio enquanto ele estava na costa, o primeiro documento de governo da colônia, o Pacto do Mayflower. A intenção do pacto era estabelecer um meio de governar a colônia, embora fizesse pouco mais do que confirmar que a colônia seria governada como qualquer cidade inglesa.
Esse pacto ajudou a reduzir as preocupações de muitos dos colonos. Este contrato social, fortemente influênciado pelos colonos puritanos presentes na embarcação, deixou claro que a colônia deveria ser governada por "leis justas e iguais", e aqueles que o assinaram prometeram guardar essas leis.
O grupo permaneceu a bordo do navio até o dia seguinte, um domingo, no qual se dedicaram a orações, somente desembarcando em Provincetown, no dia 13 de novembro.
No dia 15 de novembro, o capitão Myles Standish liderou um grupo de 16 homens em uma missão exploratória, durante a qual eles saquearam milho que estava escondido em uma sepultura indígena.
No dia 27 de novembro, teve início uma segunda exploração, na qual foi utilizada uma chalupa que fora trazida desmontada a bordo no Mayflower e montada nos dias anteriores. Trinta e quatro homens participaram dessa expedição, que foi comandada por Christopher Jones, mestre do Mayflower.
Entretanto, essa segunda expedição foi prejudicada pelo mau tempo. Nessa expedição, também houve saque de milho deixado em uma sepultura indígena, que seria destinado aos mortos.
No dia 6 de dezembro, teve início uma outra expedição ao longo do Cabo Cod que resultou em uma escaramuça com os nativos, nas proximidades de onde, atualmente, fica Eastham (Massachusetts). Nesse contexto, os colonos, temendo que tivessem irritado os nativos ao saquear o milho de suas sepulturas, decidiram procurar outro lugar e dessem modo, aportaram em Plymouth (Massachusetts).
No 16 de dezembro, o Mayflower ancorou no porto de Plymouth e os colonos passaram três dias procurando um local de assentamento. Eles rejeitaram vários locais, incluindo um na Ilha de Clark e outro na foz do Rio Jones, para escolher um local de um assentamento recentemente abandonado que havia sido ocupado pela tribo Patuxet.
O local foi escolhido era uma boa posição defensiva, entre duas colinas: "Cole's Hill", onde a vila seria construída, e "Fort Hill", onde um canhão defensivo seria posicionado. Outra vantagem do local era o fato de que os aldeões anteriores já tinham desmatado grande parte do lugar, facilitando o início das atividades agrícolas. Além disso, o local tinha uma lagoa de águas termais da qual nascia um riacho que seria a primeira fonte de água doce da colônia.
Em 1614, John Smith publicou um mapa na qual identificou a área onde os colonos se estabeleceram como "New Plymouth", a escolha desse nome pelos colonos foi uma homenagem ao seu ponto de partida da Inglaterra: o Porto de Plymouth.

### Primeiro inverno
No dia 21 de dezembro de 1620, o primeiro grupo de desembarque chegou ao local onde seria construído o assentamento. No entanto, devido ao mau tempo, somente no dia 23 de dezembro, começou a construção das primeiras moradias. Nos primeiros dias, 20 homens sempre permaneciam em terra para fins de segurança, enquanto o restante das equipes de trabalho voltava todas as noites para o navio. Mulheres, crianças e enfermos permaneceram a bordo do navio, e muitos não saíram do navio por seis meses.
A primeira estrutura construída foi uma casa comum de pau-a-pique, que levou duas semanas para ser concluída no rigoroso inverno. Nas semanas seguintes, o resto do assentamento lentamente tomou forma. As estruturas de vida e de trabalho foram construídas no topo relativamente plano de "Cole's Hill", e uma plataforma de madeira foi construída no topo de "Fort Hill" para apoiar o canhão que defenderia o assentamento.
Durante o inverno, os colonos sofreram muito com a falta de abrigo, doenças como o escorbuto e as condições gerais a bordo do navio. Muitos dos homens estavam enfermos demais para trabalhar, desse modo: 45 dos 102 peregrinos morreram e foram enterrados em "Cole's Hill". No final de janeiro, já existiam as construções necessárias para armazenar as provisões que estavam no navio.
Após vários encontros tensos com os índios locais, Myles Standish foi designado comandante militar. No final de fevereiro, cinco canhões haviam sido posicionados defensivamente em Fort Hill e John Carver foi eleito governador para substituir o Christopher Martin, que havia morrido no dia 08 de janeiro.

### Primeiras relações com os índios americanos
No 16 de março de 1621, ocorreu o primeiro contato formal com os índios, por meio de um nativo chamado "Samoset", um chefe da tribo Abenaki, originário de terrar que atual pertencem a Bristol, no Estado do Maine, que tinha aprendido um pouco de inglês com pescadores e caçadores no Maine.
No dia 22 de março, Samoset voltou a Plymouth em com uma delegação de da tribo Massasoit e Squanto, um nativo da tribo Patuxet que já havia morado na Europa. Na ocasião, foi celebrado um tratado formal de paz após a troca de presentes. Este tratado garantiu que cada povo não causaria dano ao outro, que Massasoit convidaria seus aliados para fazer negociações pacíficas com Plymouth e que ambas as partes viriam em auxílio uns dos outros em tempo de guerra. Conforme prometido por Massasoit, em meados de 1621, vários grupo de nativos visitaram a Plymouth para estabelecer relações amistosas.
Após a partida de Massasoit e seus homens, Squanto permaneceu em Plymouth para ensinar aos peregrinos como sobreviver naquela região, um desses ensinamentos, foi o de como usar peixes mortos para fertilizar o solo. Durante os primeiros anos da vida colonial, o comércio de peles foi a fonte de renda mais importante (os colonos compravam peles dos nativos e vendiam aos europeus), a agricultura e a pesca, eram uma atividade de subsistência.
No dia 05 de abril de 1621, o Mayflower zarpou para a Inglaterra. Logo após o Mayflower retornar à Inglaterra, o governador Carver morreu repentinamente e William Bradford foi eleito para substituí-lo e lideraria a colônia durante grande parte de seus primeiros anos.

### Primeiro Dia de Ação de Graças
Em novembro de 1621, os peregrinos sobreviventes celebraram uma festa da colheita que ficou conhecida em 1800 como "O Primeiro Dia de Ação de Graças". A festa foi provavelmente realizada no início de outubro de 1621 e foi celebrada pelos 53 peregrinos sobreviventes, junto com o chefe Massasoit e 90 de seus homens. Três relatos contemporâneos do evento sobreviveram. A celebração durou três dias e contou com uma festa que incluiu diversos tipos de aves aquáticas, perus selvagens e peixes adquiridos pelos colonos e cinco veados trazidos pelos indígenas.

### Ataque de Standish
Em maio de 1622, um navio chamado Sparrow chegou carregando sete homens dos Mercadores Aventureiros, cujo objetivo era procurar um local para um novo assentamento na área. Dois navios seguiram logo após transportar 60 colonos, todos homens. Eles passaram julho e agosto em Plymouth antes de se mudarem para o norte para se estabelecer em Weymouth (Massachusetts), em um assentamento que chamaram de Wessagussett.
Posteriormente, chegaram a Plymouth, rumores sobre uma ameaça militar contra Wessagussett. Nesse contexto, Myles Standish organizou uma milícia para ajudá-los e decidiu fazer um "ataque preventivo". Para isso, Standish atraiu dois líderes militares da tribo dos Massachusetts para uma casa em Wessagussett sob o pretexto de compartilhar uma refeição e fazer negociações. No entanto, Standish e seus homens esfaquearam e mataram os convidados.
A notícia se espalhou rapidamente entre as tribos nativas da região, isso fez com que muitos nativos abandonassem suas aldeias e fugissem da área. Isso prejudicou os peregrinos, pois reduziu bastante o comércio de peles com os nativos e tal comércio era a principal fonte de renda para saldar as dívidas com os mercadores aventureiros.
Em pouco tempo, Wessagussett foi dissolvido e os sobreviventes foram integrados na cidade de Plymouth.

### Crescimento de Plymouth
Em novembro de 1621, chegou à Plymouth, um segundo navio, que trouxe 37 novos colonos. No entanto, o navio havia chegado inesperadamente e também sem muitos suprimentos, de modo que os colonos adicionais pressionaram os recursos da colônia. Entre os passageiros estavam vários integrantes da congregação religiosa que viajou no "Mayflower". O navio começou seu retorno à Inglaterra carregado mercadorias em valor suficiente para manter os colonos dentro do cronograma de pagamento de sua dívida. No entanto, o navio foi capturado pelos franceses antes que pudesse entregar sua carga na Inglaterra, criando um déficit ainda maior para a colônia.
Em julho de 1623, mais dois navios chegaram com 96 novos colonos, entre eles mais integrantes da congregação religiosa que viajou no "Mayflower". Entretanto, alguns desses passageiros que chegaram no Anne não estavam preparados para a na colônia e voltaram para a Inglaterra no ano seguinte.
Além disso, alguns dos recém-chegados, preferiram se estabelecer a uma milha ao sul de Plymouth.
Em setembro de 1623, outro navio chegou transportando colonos destinados a refundar a colônia fracassada em Weymouth, que permaneceram temporariamente em Plymouth.
Em março de 1624, um navio chegou trazendo alguns colonos adicionais e as primeiras cabeças de gado.
Em agosto de 1629, chegou outro navio com mais 35 integrantes da congregação religiosa que viajou no Mayflower.
Estima-se que, em janeiro de 1630, viviam 300 colonos em Plymouth.
Em 1643, a colônia tinha cerca de 600 homens aptos para o serviço militar, que eram parte de uma população total de cerca de 2.000 colonos.
Em 1690, a população total estimada do condado de Plymouth era de 3.055 colonos, isso, na véspera da fusão da colônia com a Baía de Massachusetts.
Estima-se que toda a população da colônia no momento de sua dissolução era de cerca de 7.000.
Para efeito de comparação, estima-se que mais de 20.000 colonos chegaram à Colônia da Baía de Massachusetts entre 1630 e 1640 (período conhecido como a Grande Migração), e, em 1678, a população de toda a Nova Inglaterra foi estimada em cerca de 60.000 pessoas.
Plymouth foi a primeira colônia na região, mas era muito menor do que a Colônia da Baía de Massachusetts na época em que se fundiram.
| Data             | Pop.                   |
| ---------------- | ---------------------- |
| Dezembro de 1620 | 99                     |
| Abril de 1621    | 50                     |
| Novembro de 1621 | 85                     |
| Julho de 1623    | 180                    |
| Maio de 1627     | 156                    |
| Janeiro de 1630  | quase 300              |
| 1640             | 1.020                  |
| 1643             | Aproximadamente. 2.000 |
| 1650             | 1.566                  |
| 1660             | 1.980                  |
| 1670             | 5.333                  |
| 1680             | 6.400                  |
| 1690             | 7.424                  |
| 1691             | Aproximadamente. 7.000 |